# Papkeszi
Papkeszi [papkesi] je obec v Maďarsku v župě Veszprém, spadající pod okres Balatonalmádi. Nachází se asi 3 km severovýchodně od Balatonfűzfő, 4 km jihozápadně od Berhidy, 9 km severovýchodně od Balatonalmádi a asi 16 km východně od Veszprému. V roce 2015 zde žilo 1 503 obyvatel. Dle údajů z roku 2011 tvoří 88,3 % obyvatelstva Maďaři, 1,5 % Romové, 0,4 % Němci a 0,2 % Srbové, přičemž 11,5 % obyvatel se ke své národnosti nevyjádřilo.

## Sousední obce
| Růžice kompasu | Litér        | Vilonya       |               | Růžice kompasu |
| Růžice kompasu |              | Sever         | Berhida       | Růžice kompasu |
| Růžice kompasu | Papkeszi     |               | Berhida       | Růžice kompasu |
| Růžice kompasu | Jih          |               | Berhida       | Růžice kompasu |
| Růžice kompasu | Balatonfűzfő | Balatonkenese | Küngös Csajág | Růžice kompasu |